# Орсара-ди-Пулья
Орсара-ди-Пулья (итал. Orsara di Puglia) — коммуна в Италии, располагается в регионе Апулия, в провинции Фоджа.
Население составляет 3229 человек (2008 г.), плотность населения составляет 39 чел./км². Занимает площадь 82 км². Почтовый индекс — 71027. Телефонный код — 0881.
Покровителем коммуны почитается святой архангел Михаил, празднование 8 мая, 29 сентября.

## Демография
Динамика населения:

## Администрация коммуны
- Официальный сайт: http://www.comune.orsaradipuglia.fg.it/